# Tillandsia macrodactylon
Espèce
Classification phylogénétique
Statut de conservation UICN

 LC  : Préoccupation mineure
Tillandsia macrodactylon Mez est une espèce de plantes à fleurs de la famille des Bromeliaceae.
L'épithète macrodactylon, qui signifie « à gros doigt(s) », se réfère à l'aspect de l'inflorescence.

## Protologue et Type nomenclatural
Tillandsia macrodactylon Mez, in Repert. Spec. Nov. Regni Veg. 3: 39 (1906)
Diagnose originale :
« Statura magna; foliis rosulatis. subglabris; inflorescentia laxe bipinnatim panniculata[sic]; spicis flabellatis, omnibus suberectis, +/- 12-floris, elongatis digiti- vel fusiformibus, bracteas primarias longe superantibus; bracteis florigeris quam sepala paullo brevioribus, dorso haud carinatis; floribus suberecto-erectis; sepalis aequaliter liberis; petalis violaceis, stamina superantibus. »
Type :
- leg. A. Weberbauer, n° 2049, 1903-01-07 ; « Peru via, prov. Tarma, dept. Junin, super Huacapistana, in via Paleam versus, in saxis, alt. 2000-2100 m »[1] ; « Peru: oberhalb Huacapistana, am Wege nach Palea; Dep. Junin, Prov. Tarma. Felsen 2000-2100 m » ; Holotypus B (B 10 0243507)
- leg. A. Weberbauer, n° 2049 ; « Peru » ; Isotypus B (B 10 0243506)
- leg. A. Weberbauer, n° 2049 ; « Peru » ; Isotypus B (B 10 0243508)
- leg. A. Weberbauer, n° 2049 ; « Peru » ; Isotypus B (B 10 0243509)
- leg. A. Weberbauer, n° 2049 ; « Peru » ; Isotypus B (B 10 0243510)

Nb : les quatre spécimens qui précèdent correspondent plutôt à des isotypes qu’à des parties de l’holotype, car la numérotation des feuilles d’herbier est incertaine (de simples « I » à « V » au crayon à papier, ajoutés sur les feuilles en dehors de l’étiquette originale - voir ICBN Art. 8.3)

## Synonymie
(aucune)

## Écologie et habitat
- Typologie : plante vivace herbacée ; saxicole[1], terrestre[2].
- Habitat : ?
- Altitude : 2000-2100 m[1] ; vers 2700 m[2].

## Distribution
- Amérique du sud :
  -  Pérou
    - Junín[1]

## Comportement en culture
Plante mal connue, Tillandsia macrodactylon ne semble pas avoir été introduite en culture.